# 柳州铁一中学
柳州铁一中学，简称柳铁一中，是一所位于广西柳州市柳南区的高级中学，座落在柳州市城站路竹鹅溪畔。学校创建于1946年12月8日，是一所有58年办学经验的全日制高完中，是广西壮族自治区重点中学，也是全国铁路系统重点中学之一。2002年被广西教育厅确定为全区首批示范性普通高中，2004年由柳州铁路局移交柳州市教育局管理。

## 概况
柳州铁一中学于1946年12月8日建于宜州九龙山庄，原名宜山扶轮中学，1949年迁至柳州。1950年于柳州市竹鹅溪畔建新校舍，并更名为“柳州铁路第一中学校”，1959年被自治区定为重点中学，也是全国铁路系统重点中学之一。2002年被广西教育厅确定为全区首批示范性普通高中。学校面积占地面积90397.10m2，其中建筑面积52787m2，教学面积为27093m2。学校设有办公楼、教学楼、实验楼、图书馆、师生住宅楼、四间64座的多媒体网络教室、演播厅、语音室、电教室、奥赛室和各科实验室。